# Eleanor Glanville
Eleanor Glanville, född 1654, död 1709, var en engelsk entomolog, känd för sin fjärilssamling. Ängsnätfjärilen fick sitt engelska namn, Glanville fritillary, efter henne.